# Stàssov
Stàssov (en rus: Стасов) és un poble (un khútor) de l'óblast d'Astracan, a Rússia, segons el cens del 2010 tenia 106 habitants.